# ACD Potiguar
Der Associação Cultural e Desportiva Potiguar, in der Regel nur kurz Potiguar oder Potiguar de Mossoró genannt, ist ein Fußballverein aus Mossoró im brasilianischen Bundesstaat Rio Grande do Norte.
Aktuell spielt der Verein in der Staatsmeisterschaft von Rio Grande do Norte.

## Erfolge
- Staatsmeisterschaft von Rio Grande do Norte: 2004, 2013
- Staatsmeisterschaft von Rio Grande do Norte – Segunda Divisão: 1981

## Stadion
Der Verein trägt seine Heimspiele im Estádio Manoel Leonardo Nogueira, auch unter dem Namen Nogueirão bekannt, in Mossoró aus. Das Stadion hat ein Fassungsvermögen von 8000 Personen.

## Trainer
Stand: Oktober 2024
| Trainer            | Nation    | von             | bis               |
| ------------------ | --------- | --------------- | ----------------- |
| Bira Veiga         | Brasilien | 31. März 2014   | 2. Mai 2014       |
| Joel Cornelli      | Brasilien | 7. Januar 2022  | 13. Februar 2022  |
| Nilson             | Brasilien | 1. Februar 2022 | 29. April 2022    |
| Emanoel Sacramento | Brasilien | 3. Januar 2023  | 13. Februar 2023  |
| Junior Camara      | Brasilien | 1. März 2023    | 22. Mai 2023      |
| Robson Melo        | Brasilien | 16. Juni 2023   | 6. September 2023 |
| Robson Melo        | Brasilien | 4. Januar 2024  | 27. Mai 2024      |
| Fernando Tonet     | Brasilien | 30. Mai 2024    |                   |